# PZL.23 Karaś
De PZL.23 Karaś was een uit Polen afkomstig lichte bommenwerper ontwikkeld en gebouwd door de Państwowe Zakłady Lotnicze. Het toestel diende als belangrijkste Poolse bommenwerper en verkenner tijdens de Poolse Veldtocht.